# کونوک‌سایار (بتلیس)
کونوک‌سایار (به ترکی استانبولی: Konuksayar) (به کردی: Kerb) یک منطقهٔ مسکونی در ترکیه است که در بیتلیس واقع شده‌است. کونوک‌سایار ۲۶۸ نفر جمعیت دارد.